# Motociklistična Velika nagrada FIM
Motociklistična Velika nagrada FIM je bila motociklistična dirka svetovnega prvenstva v sezoni 1993.

## Zmagovalci
| Sezona | Dirkališče | 125 cm3                 | 250 cm3                 | 500 cm3              | Poročilo |
| ------ | ---------- | ----------------------- | ----------------------- | -------------------- | -------- |
| 1993   | Jarama     | Ralf Waldmann (Aprilia) | Tetsuya Harada (Yamaha) | Alex Barros (Suzuki) | Poročilo |